# Ecchi
Ecchi (エッチ) is een veel gebruikt jargon in de Japanse taal voor seksuele fantasie en seksuele toespelingen. Als bijvoeglijk naamwoord wordt het gebruikt in de zin van vieze, stoute, frivole. Als werkwoord (ecchi suru) wordt het gebruikt met de betekenis om iets vies, stout, frivool te doen of met iemand samen te slapen. Als zelfstandig naamwoord wordt het gebruikt om iets of iemand te beschrijven die gezien wordt als ecchi. Het is ook synoniem voor ero (afgeleid van Eros) en heeft niet dezelfde harde betekenis als hentai.
Het woord wordt niet alleen in Japan veel gebruikt, ook wereldwijd wordt het gebruikt binnen de fandom van Japanse media om seksuele thema's of ondertonen te beschrijven. Terwijl het woord ecchi alles kan zijn van milde tot beledigende taal, wordt het in de Westerse cultuur vooral gebruikt om het onderscheid te maken tussen pornografie (hentai) en speels gebruik van beelden met een seksuele ondertoon (ecchi). Werken die als ecchi beschouwd worden vertonen geen geslachtsgemeenschap of geslachtsorganen. In plaats daarvan wordt het aan de verbeelding van de lezer of kijker overgelaten. Je zou kunnen interpreteren dat ecchi eigenlijk ook wel als het Engelse 'edgy' (op het randje) kan worden gezien. Binnen zulke media gaat het vaak samen met fanservice op een humoristische manier. Dit soort seksuele thema's of ondertonen kunnen vaak gevonden worden in komische shounen of seinen manga en harem anime.